# Regierungsbezirk Marienwerder

Verwaltungsgliederung der Provinz Westpreußen:
Regierungsbezirk Danzig
Regierungsbezirk Marienwerder

Der Regierungsbezirk Marienwerder war das Gebiet eines mittleren preußischen Verwaltungsbezirks in der Provinz Westpreußen bzw. in der Provinz Preußen und bestand von 1815 bis zum Inkrafttreten des Versailler Vertrags 1920. Von Herbst 1939 bis zum Ende des Zweiten Weltkriegs bestand nochmal ein Regierungsbezirk Marienwerder.

## Lage und Umfang
Verwaltungssitz war Marienwerder. Im Norden grenzte das Gebiet an den Regierungsbezirk Danzig. Im Osten grenzte der Regierungsbezirk Königsberg (Provinz Ostpreußen) an. Ebenfalls östlich lag das Königreich Polen als Teil Russlands. Im Süden lag der Regierungsbezirk Bromberg (Provinz Posen). Im Westen lag der Regierungsbezirk Frankfurt (Provinz Brandenburg), sowie der Regierungsbezirk Köslin (Provinz Pommern). Im Jahr 1821 betrug die Fläche etwa 17.621 km².

## Gliederung
Gegliedert war der Regierungsbezirk im Jahr 1820 in:
- Kreis Flatow
- Kreis Graudenz
- Kreis Konitz
- Kreis Deutsch Krone
- Kreis Kulm
- Kreis Löbau
- Kreis Marienwerder
- Kreis Rosenberg
- Kreis Schlochau
- Kreis Schwetz
- Kreis Strasburg
- Kreis Stuhm
- Kreis Thorn

Am 1. Oktober 1887 wurde der Kreis Briesen aus Teilen der Kreise Graudenz, Kulm, Strasburg und Thorn, 1900 die Stadtkreise Graudenz und Thorn gebildet.

## Bevölkerung und Wirtschaft
Im Jahr 1820 lag die Einwohnerzahl bei 379.062, diese stieg bis 1850 auf 630.405 und bis 1905 auf 932.434.
Der Regierungsbezirk war landwirtschaftlich geprägt. Auch die Forstwirtschaft spielte eine Rolle. In nur geringem Umfang wurde Bergbau auf Braunkohle betrieben. Die Industrie konzentrierte sich auf die Verarbeitung von land- und forstwirtschaftlichen Produkten sowie die dazu notwendige Herstellung von Maschinen. Die Herstellung von Leinen wurde meist im Nebenerwerb betrieben. Vom Handel geprägt waren Thorn und Graudenz. Seit 1852 wurde das Gebiet von der preußischen Ostbahn erschlossen. Es folgten weitere Eisenbahnverbindungen. Die Weichsel diente als Wasserstraße.

## Politik
Politisch waren Nationalliberale (26,3 %) und Konservativen (22,9 %) zu Beginn des Deutschen Kaiserreichs (1871) etwa gleich stark vertreten. Die stärkste politische Kraft waren indes die Polen, die im Reichstag und im preußischen Abgeordnetenhaus von der polnischen Fraktion vertreten wurden, mit 45,3 %. Als agrarischer Bezirk spielten die Sozialdemokraten keine Rolle. Daran hat sich bis 1912 kaum etwas geändert. Die Nationalliberalen konnten ihre Position weitgehend behaupten und kamen auf 20,7 %. Die Konservativen fielen ab auf unter 7 %, stattdessen kam die Freikonservative Partei auf 20,8 %. Noch immer machten die Polen mit 39,7 % die stärkste Kraft aus.

## Ende
Als Folge des Versailler Vertrages wurde der Regierungsbezirk mit dessen Inkrafttreten Anfang 1920 aufgelöst. Teile fielen an die neu entstandene Zweite Republik Polen, der Rest fiel an den Regierungsbezirk Westpreußen oder an die Grenzmark Posen-Westpreußen.
Nach der deutschen Besetzung 1939 wurde im Reichsgau Danzig-Westpreußen ein neuer Regierungsbezirk Marienwerder gebildet. 1945 fiel das gesamte Gebiet an Polen.

## Regierungspräsidenten
- 1814–1823: Theodor Gottlieb von Hippel der Jüngere (1775–1843)
- 1823–1825: Johann Carl Rothe (1771–1853)
- 1825–1830: Eduard von Flottwell (1786–1865)
- 1830–1850: Jakob von Nordenflycht (1785–1854)
- 1850–1875: Botho Heinrich zu Eulenburg (1804–1879)
- 1875–1881: Adalbert von Flottwell (1829–1909)
- 1881–1891: Christian Julius von Massenbach (1832–1904)
- 1891–1901: Karl von Horn (1833–1911)
- 1901–1905: Ernst von Jagow (1853–1930)
- 1905–1920: Karl Schilling (1858–1931)